# Tipula vitiosa
Tipula vitiosa är en tvåvingeart som beskrevs av Alexander 1933. Tipula vitiosa ingår i släktet Tipula och familjen storharkrankar. Inga underarter finns listade i Catalogue of Life.